# Ernesto Laclau

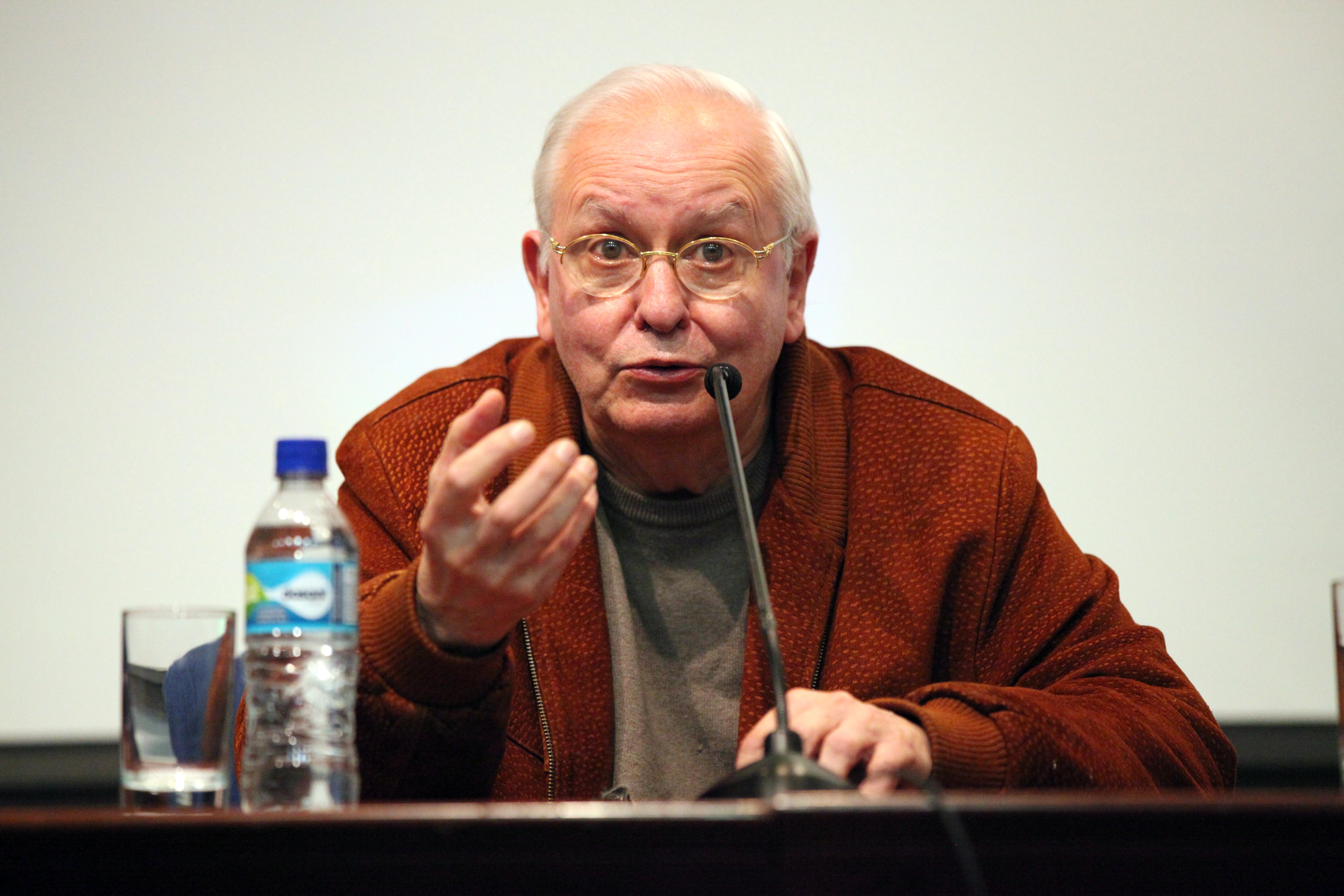
Ernesto Laclau

Ernesto Laclau (Buenos Aires, 6 oktober 1935 – Sevilla, 13 april 2014) was een Argentijns politicoloog die vaak wordt omschreven als postmarxist. Hij was hoogleraar aan de universiteit van Essex waar hij de leerstoel politicologie bekleedde.

## Werk
Laclau's belangrijkste boek is Hegemony and Socialist Strategy (1985) dat hij schreef met Chantal Mouffe. Hun gedachtegoed wordt gewoonlijk omschreven als postmarxistisch aangezien ze beiden actief waren in de sociale en studentenbewegingen in de jaren 60. Ze wijzen het economisch determinisme van het marxisme van de hand, evenals de stelling dat de klassenstrijd de cruciale maatschappelijke tegenstelling behelst. Zij zien in de moderne maatschappij niet zozeer de tegenstelling kapitaal - arbeid als wel de tegenstelling tussen onderlaag en bovenlaag. Zij pleiten voor een radicale democratie waarin uiteenlopende tegenstellingen tot uitdrukking kunnen komen.

## Boeken
- Politics and Ideology in Marxist Theory (NLB, 1977)
- Hegemony and Socialist Strategy (met Chantal Mouffe) (Verso, 1985)
- New Reflections on the Revolution of our Time (Verso, 1990)
- The Making of Political Identities (redacteur) (Verso, 1994)
- Emancipation(s) (Verso, 1996)
- Contingency, Hegemony, Universality (met Judith Butler en Slavoj Žižek) (Verso, 2000)
- On Populist Reason (Verso, 2005)
- Elusive Universality (Routledge, 2010)